# Allegoria dell'Abbondanza
L'Allegoria dell'Abbondanza è un disegno a penna su carta di Sandro Botticelli, conservato a Londra, al Brithsh Museum.

## Storia e descrizione
Lo schizzo Allegoria dell'Abbondanza è stato realizzato da Sandro Botticelli a penna e poi ombreggiato a bistro, con rialzi di biacca, su carta preparata con acquarello vermiglio. L'opera è non finita, poiché la cornucopia che simboleggia l'abbondanza e i putti a sinistra della dea sono rimasti a carboncino. La dea dell'Abbondanza si muove con morbido passo di danza verso sinistra ed il movimento le fa svolazzare i capelli. Tiene per la mano un putto sorridente che le corre accanto portando, quest'ultimo, un grappolo d'uva. Altri frutti maturi ha tra le mani un secondo putto, e di un terzo si vede solo la testina.
Per Bernard Berenson, dopo la Primavera e la Nascita di Venere, questo foglio - che bisogna considerare allo stesso livello degli affreschi di Villa Lemmi - è l'opera in cui maggiormente si riflette l'arte di Sandro Botticelli. Berenson ha così descritto la figura femminile tracciata in questo disegno: «Le molli trame della sua veste lambiscono il suo corpo slanciato e sodo, e aderendo ne rivelano le forme come se fosse nuda, e ne accentuano il movimento con i loro svolazzi che la brezza, investendo le membra, sospinge in direzione opposta.» Quando si è davanti a tali capolavori, aggiunge Berenson, bisogna solo «corteggiare l'Anima della Bellezza».
Il disegno è stato presentato in mostra a Londra nel 2010 e a Firenze nel 2011.